# Trojan Records
Trojan Records ist ein Independent-Label aus England mit Sitz in London, das auf Ska, Rocksteady, Reggae und Dub von jamaikanischen Musikern spezialisiert ist. Trojan ist das älteste international tätige Label, welches hauptsächlich Musik von jamaikanischen Künstlern veröffentlicht.

## Geschichte
Trojan Records wurde am 28. Juli 1967 von den beiden Anglojamaikanern Chris Blackwell und Lee Gopthal als unabhängiges Plattenlabel gegründet, ursprünglich mit dem Ziel, die Schallplatten des jamaikanischen Musikproduzenten Duke Reid und dessen Musiklabel Treasure Isle im Vereinigten Königreich zu vermarkten. Nachdem sich der Fokus bei Blackwells Label Island Records von Rocksteady und Ska immer mehr in Richtung Rockmusik verschob, übernahm Trojan die Rolle als führendes Label für jamaikanische Musik im Vereinigten Königreich. Es wurde Anfang der 1970er Jahre zum Kultlabel der frühen Skinheadbewegung.

## Veröffentlichungen und Künstler
Zu den Interpreten, deren Aufnahmen zumindest zeitweise bei Trojan Records erschienen sind, gehören u. a.:
- Jimmy Cliff
- Derrick Morgan
- Desmond Dekker
- The Ethiopians
- John Holt
- Toots & the Maytals (The Maytals)
- The Pioneers
- The Upsetters
- Dennis Brown
- Nicky Thomas
- Boris Gardiner
- Symarip
- Ken Boothe
- Bob & Marcia
- Judge Dread
- Dandy Livingstone
- Rico Rodriguez
- Mikey Dread
- Greyhound
- The Skatalites
- Susan Cadogan
- Scotty
- Dave & Ansel Collins
- Inner Circle
- Bob Marley & the Wailers

Insbesondere bringt Trojan Records viele Kompilationen mit jeweils etwa 50 Stücken verteilt auf jeweils 3 CDs heraus.